# 杨文璐
杨文璐（1991年1月13日—），中国女子拳击运动员，2016年世界女子拳击锦标赛女子64公斤级金牌得主、2019年亚洲业余拳击锦标赛女子60公斤级金牌得主、2022年亚洲运动会女子60公斤级金牌得主。2024年巴黎夏季奧林匹克運動會女子輕量級拳擊比賽銀牌得主。